# Wenda Theron-Nel
Wenda Theron-Nel (ur. 30 lipca 1988) – południowoafrykańska lekkoatletka specjalizująca się w biegu na 400 metrów przez płotki.
Startując w biegach sprinterskich, wystąpiła na mistrzostwach świata juniorów młodszych w Marrakeszu (2005) oraz na juniorskich mistrzostwach świata w Pekinie (2008). W 2010 zajęła 7. miejsce w biegu na 400 metrów przez płotki podczas mistrzostw Afryki w Nairobi. Piąta zawodniczka uniwersjady w Shenzhen (2011). W tym samym roku dotarła do półfinału mistrzostw świata w Daegu oraz zdobyła srebrny medal igrzysk afrykańskich. W 2012 zajęła 5. miejsce podczas afrykańskiego czempionatu w Porto-Novo, a dwa lata później zdobyła w Marrakeszu mistrzostwo Afryki. W 2015 zajęła 7. miejsce na mistrzostwach świata w Pekinie. Wielokrotna złota medalistka mistrzostw RPA. Rok później wywalczyła dwa złote medale w swojej koronnej konkurencji oraz w sztafecie 4 × 400 metrów podczas mistrzostw Afryki w Durbanie, a także na półfinale zakończyła występ na igrzyskach olimpijskich w Rio de Janeiro.
Okazjonalnie startuje w biegach sztafetowych.
Rekord życiowy w biegu na 400 metrów przez płotki: 54,37 (20 maja 2015, Pekin).

## Osiągnięcia
| Rok  | Impreza                   | Miejsce        | Konkurencja                | Lokata     | Wynik   |
| ---- | ------------------------- | -------------- | -------------------------- | ---------- | ------- |
| 2009 | Uniwersjada               | Belgrad        | bieg na 400 m przez płotki | eliminacje | 57,89   |
| 2010 | Mistrzostwa Afryki        | Nairobi        | bieg na 400 m przez płotki | 7. miejsce | 57,70   |
| 2011 | Uniwersjada               | Shenzhen       | bieg na 400 m przez płotki | 5. miejsce | 56,76   |
| 2011 | Mistrzostwa świata        | Daegu          | bieg na 400 m przez płotki | półfinał   | 57,06   |
| 2011 | Igrzyska afrykańskie      | Maputo         | bieg na 400 m przez płotki | 2. miejsce | 57,13   |
| 2012 | Mistrzostwa Afryki        | Porto-Novo     | bieg na 400 m przez płotki | 5. miejsce | 56,43   |
| 2014 | Mistrzostwa Afryki        | Marrakesz      | bieg na 400 m przez płotki | 1. miejsce | 55,32   |
| 2014 | Puchar interkontynentalny | Marrakesz      | bieg na 400 m przez płotki | 5. miejsce | 55,80   |
| 2015 | Mistrzostwa świata        | Pekin          | bieg na 400 m przez płotki | 7. miejsce | 54,94   |
| 2016 | Mistrzostwa Afryki        | Durban         | bieg na 400 m przez płotki | 1. miejsce | 54,86   |
| 2016 | Mistrzostwa Afryki        | Durban         | sztafeta 4 × 400 m         | 1. miejsce | 3:28,49 |
| 2016 | Igrzyska olimpijskie      | Rio de Janeiro | bieg na 400 m przez płotki | półfinał   | 55,83   |
| 2017 | Mistrzostwa świata        | Londyn         | bieg na 400 m przez płotki | półfinał   | 55,70   |
| 2017 | Mistrzostwa świata        | Londyn         | sztafeta 4 × 400 m         | eliminacje | 3:37,82 |
| 2018 | Puchar interkontynentalny | Ostrawa        | bieg na 400 m przez płotki | 6. miejsce | 56,54   |